# Olympiakos Syndesmos Filathlōn Peiraiōs 2023-2024 (pallavolo femminile)
Questa voce raccoglie le informazioni riguardanti l'Olympiakos Syndesmos Filathlōn Peiraiōs nelle competizioni ufficiali della stagione 2023-2024.

## Organigramma societario
Area direttiva
- Presidente: Michalīs Kountourīs
- Team manager: Nicos Katsiouras

Area tecnica
- Allenatore: Lorenzo Micelli
- Allenatore in seconda: Spyridon Sarantitīs

Area sanitaria
- Medico: Xenofōn Vlassopoulos
- Fisioterapista: Alexandros Nakastsīs

## Rosa
| N° | Nome                 | Ruolo | Data di nascita   | Nazionalità sportiva |
| -- | -------------------- | ----- | ----------------- | -------------------- |
| 1  | Aimilia Cōnstantelou | C     | 27 maggio 1997    | Grecia               |
| 2  | Marialena Artakianou | L     | 21 maggio 1994    | Grecia               |
| 3  | Yamila Nizetich      | S     | 27 gennaio 1989   | Argentina            |
| 4  | Giulia Carraro       | P     | 25 luglio 1994    | Italia               |
| 5  | Ifigeneia Sampatī    | L     | 1 agosto 1998     | Grecia               |
| 7  | Tzina Lamprousī      | C     | 27 gennaio 1993   | Grecia               |
| 9  | Cōstantina Vlachakī  | S     | 8 maggio 1995     | Grecia               |
| 10 | Melina Emmanouīlidou | C     | 18 settembre 1994 | Grecia               |
| 11 | Maria Tsitsigiannī   | O     | 20 novembre 2000  | Grecia               |
| 12 | Milica Kubura        | O     | 20 marzo 1995     | Serbia               |
| 13 | Bianca Farriol       | C     | 18 dicembre 2001  | Argentina            |
| 15 | Evaggelia Tanī       | P     | 22 luglio 2004    | Grecia               |
| 16 | Michaela Mlejnková   | S     | 26 luglio 1996    | Cecoslovacchia       |
| 19 | Paraskevī Zafeiriou  | S     | 8 giugno 2006     | Grecia               |
| 88 | Valia Dagre          | S     | 28 luglio 2007    | Grecia               |